# Rensselaer (Nueva York)
Rensselaer fundada en 1897, es una ciudad ubicada en el condado de Rensselaer en el estado estadounidense de Nueva York. En el año 2000 tenía una población de 7,76 habitantes y una densidad poblacional de 996 personas por km².

## Geografía
Rensselaer se encuentra ubicada en las coordenadas 42°38′48″N 73°44′01″O / 42.64667, -73.73361. Según la Oficina del Censo, la ciudad tiene un área total de 9 km² (3,5 mi²), de la cual 8 km² (3,1 mi²) es tierra y 1 km² (0,4 mi²) (9.61%) es agua.

## Demografía
Según la Oficina del Censo en 2000 los ingresos medios por hogar en la localidad eran de $34,730, y los ingresos medios por familia eran $40,688. Los hombres tenían unos ingresos medios de $29,685 frente a los $26,291 para las mujeres. La renta per cápita para la localidad era de $19,674. Alrededor del 12.8% de la población estaban por debajo del umbral de pobreza.

## Gobierno
Tiene la sede de la Oficina de Servicios para Niños y Familias del Estado de Nueva York.